# John Spencer-Churchill, al 10-lea Duce de Marlborough

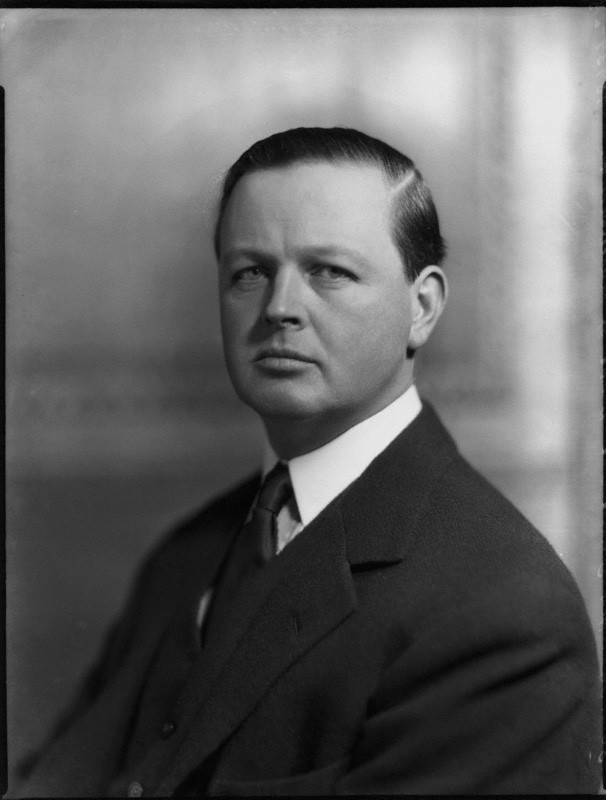
John Albert William Spencer-Churchill

John Albert William Spencer-Churchill, al 10-lea Duce de Marlborough (n. 18 septembrie 1897, Londra, Regatul Unit al Marii Britanii și Irlandei – d. 11 martie 1972, Blenheim⁠(d), Anglia, Regatul Unit), numit Marchiz de Blandford până în 1934, a fost un nobil britanic. 

## Biografie
Marlborough s-a născut la Londra și a fost primul fiu al lui Charles Spencer-Churchill, al 9-lea Duce de Marlborough și a primei lui soții, Consuelo Vanderbilt.

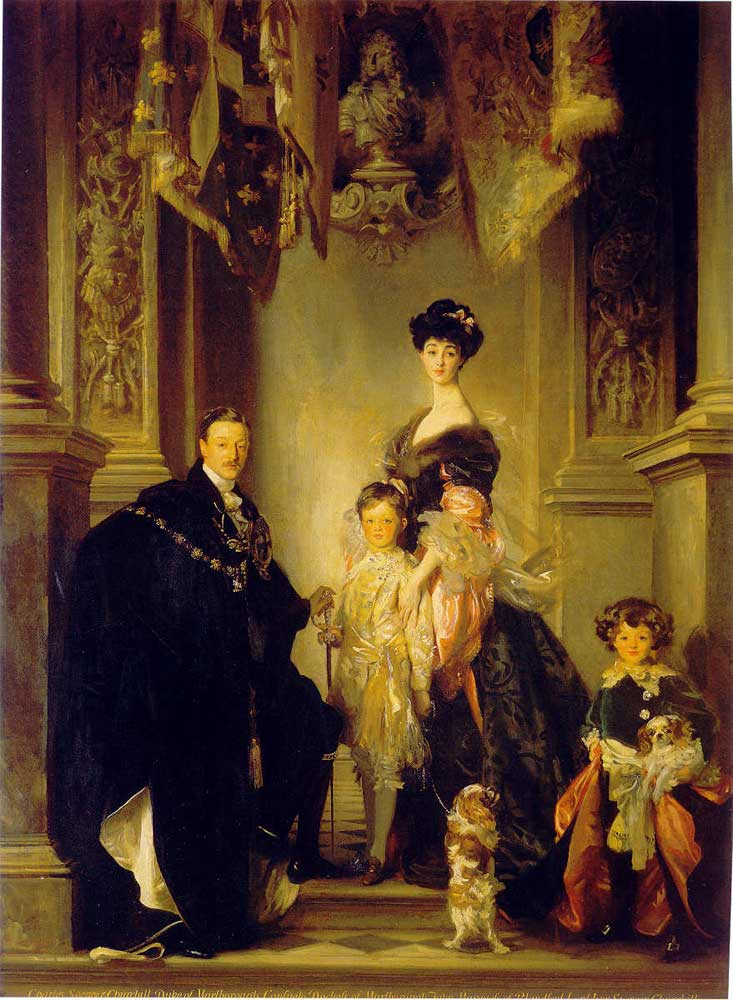
John Spencer-Churchill cu părinții săi și fratele mai mic, pictură de John Singer Sargent, 1905.

John Spencer-Churchill s-a căsătorit prima dată cu Alexandra Mary Cadogan (n. 22 februarie 1900 – d. 23 mai 1961), la 17 februarie 1920 la Londra. Ea a fost fiica lui Henry Cadogan, Viconte de Chelsea, care era fiul și moștenitorul lui George Henry Cadogan, al 5-lea Conte Cadogan. John și Alexandra  au avut doi fii și trei fiice: 
- Lady Sarah Consuelo Spencer-Churchill (n. 17 decembrie 1921 – d. 13 octombrie 2000); botezată la 17 ianuarie 1922 la St Margaret's Westminster;[1] s-a căsătorit la 14 mai 1943 la Westminster cu Edwin Fariman Russell (n. 15 iulie 1914) și au avut patru fiice: Serena Mary Churchill Russell (n. 1944), Consuelo Sarah Russell (n. 1946), Alexandra Brenda Russell (n.  1949) și Jacqueline Russell (n. 1958); au divorțat la 7 octombrie 1966 la Reno, Statele Unite; d-a recăsătorit la 11 noiembrie 1966 cu Guy Burgos cu care nu a avut copii; au divorțat în 1967 în Mexico; s-a căsătorit pentru a treia oară în 1967 la Philadelphia cu Theo Roubanis cu care nu a avut copii.
- Lady Caroline Spencer-Churchill (n. 12 noiembrie 1923 – d. 1992) s-a căsătorit la 5 decembrie 1946 la Woodstock cu Charles Huguenot Waterhouse (n. 11 iunie 1918) și au avut trei copii: Michael Thomas Waterhouse (n. 25 mai 1949), Elizabeth Ann Waterhouse (n. 1951) și David Charles Waterhouse (n. 1956)
- John George Vanderbilt Henry Spencer-Churchill, al 11-lea Duce de Marlborough (n. 13 aprilie 1926)
- Lady Rosemary Mildred Spencer-Churchill (n. 24 iulie 1929), doamnă de onoare a reginei Elisabeta a II-a; s-a căsătorit la 26 iunie 1953 la Oxford cu Charles Robert Muir (d. 1972) și au avut trei copii: Alexander Pepys Muir (n. 1954), Simon Huntly Muir (n. 1959) și Mary Arabella Muir (n. 1962). Fiul ei Alexander este finul Prințesei Margaret.[2]
- Lord Charles George William Colin Spencer-Churchill (n. 13 iulie 1940) căsătorit prima dată la 23 iulie 1965 cu Gillian Spreckles Fuller cu care nu a avut copii; căsătoria a fost dizolvată în 1968; s-a căsătorit a doua oară în 1970 cu Elizabeth Jane Wyndham (n. 1948) cu care are trei copii: Rupert John Harold Mark Spencer-Churchill (n. 1971), Dominic Albert Charles Spencer-Churchill (n. 1979) și Alexander David Spencer-Churchill (n. 1983)

Cu șase săptămâni înainte să moară, la 26 ianuarie 1972, Ducele s-a căsătorit a doua oară cu (Frances) Laura Canfield (10 august 1915 – 1990), văduva publicistului american Michael Temple Canfield (a cărui primă soție a fost Caroline Lee Bouvier, sora lui Jacqueline Kennedy Onassis).  Canfield a fost a doua fiică a lui Guy Lawrence Charteris (23 mai 1886 - 1967). Sora mai mare a Laurei, Ann Geraldine Mary Charteris (19 iunie 1913 - 1981), s-a căsătorit cu scriitorul Ian Fleming.  
Ducele a fost succedat de fiul său, John Spencer-Churchill, marchiz de Blandford. 